# Deltaeder
En deltaeder är en polyeder som uteslutande begränsas av kongruenta liksidiga trianglar.
Det finns åtta konvexa deltaedrar. Genom att sammanfoga två eller flera deltaedrar kan ytterligare deltaedrar skapas, men dessa är i allmänhet icke-konvexa (konkava) och den mest kända av dessa är stjärntetraedern.

## Konvexa deltaedrar
Att det bara finns åtta konvexa deltaedrar visades 1947 av Hans Freudenthal och Bartel Leendert van der Waerden. Tre är regelbundna polyedrar (platonska kroppar) och de övriga fem är Johnson-kroppar.
| Regelbundna deltaedrar | Regelbundna deltaedrar | Regelbundna deltaedrar | Regelbundna deltaedrar | Regelbundna deltaedrar | Regelbundna deltaedrar | Regelbundna deltaedrar |
| Bild                   | Namn                   | Sidor                  | Kanter                 | Hörn                   | Hörnkonfigurationer    | Symmetrigrupp          |
| ---------------------- | ---------------------- | ---------------------- | ---------------------- | ---------------------- | ---------------------- | ---------------------- |
|                        | tetraeder              | 4                      | 6                      | 4                      | 4 × 33                 | Td, [3,3]              |
|                        | oktaeder               | 8                      | 12                     | 6                      | 6 × 34                 | Oh, [4,3]              |
|                        | ikosaeder              | 20                     | 30                     | 12                     | 12 × 35                | Ih, [5,3]              |
| Johnson-deltaedrar     |                        |                        |                        |                        |                        |                        |
| Bild                   | Namn                   | Sidor                  | Kanter                 | Hörn                   | Hörnkonfigurationer    | Symmetrigrupp          |
|                        | triangulär bipyramid   | 6                      | 9                      | 5                      | 2 × 33 3 × 34          | D3h, [3,2]             |
|                        | pentagonal bipyramid   | 10                     | 15                     | 7                      | 5 × 34 2 × 35          | D5h, [5,2]             |
|                        | trigondodekaeder       | 12                     | 18                     | 8                      | 4 × 34 4 × 35          | D2d, [2,2]             |
|                        | "trigontetradekaeder"  | 14                     | 21                     | 9                      | 3 × 34 6 × 35          | D3h, [3,2]             |
|                        | "trigonhexadekaeder"   | 16                     | 24                     | 10                     | 2 × 34 8 × 35          | D4d, [4,2]             |

Hos den triangulära bipyramiden har två hörn grad 3 och resten grad 4. Hos de 10- 12-, 14- och 16-sidiga deltaedrarna har vissa hörn grad 4 och andra grad 5.